# Przemków
Przemków [ˈpʂɛmkuf] (fil), tyska: Primkenau, är en stad i sydvästra Polen, belägen i distriktet Powiat polkowicki i Nedre Schlesiens vojvodskap, 25 kilometer sydväst om distriktets huvudort Polkowice. Tätorten hade 6 428 invånare i juni 2014 och utgör centralort i en stads- och landskommun med totalt 8 763 invånare samma år.

## Geografi

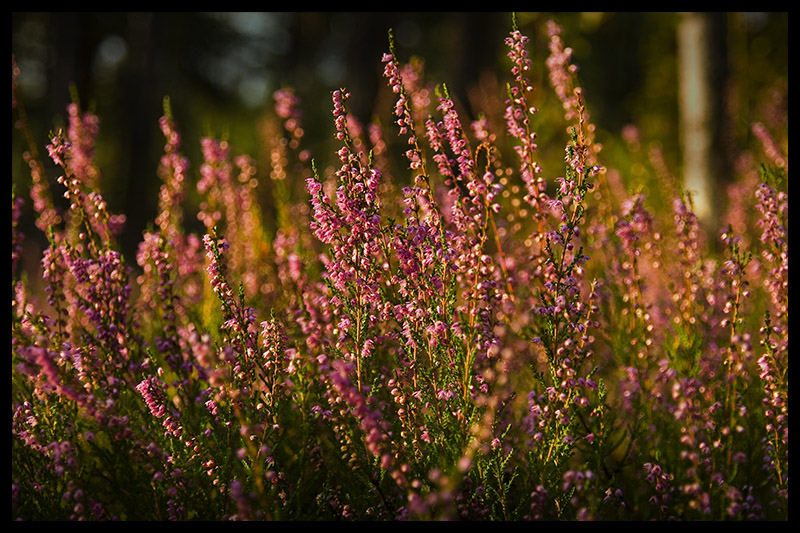
Växter i Przemkóws landskapspark.

Omkring staden ligger Przemkóws landskapspark (Przemkowski Park Krajobrazowy), ett skyddat naturområde, där två fågelreservat och två växtreservat ingår. Två naturstigar genomkorsar området. I landskapsparken pågår sedan 2010 försök med att återinplantera siseln i Polen. 
Den kända Chobry-eken i parken, som är en av Polens äldsta och största kända ekar, uppskattas ha växt sedan mitten av 1200-talet. Den är döpt efter kung Boleslav I av Polen, då den enligt lokal tradition ska ha använts som plats för hans ting, men trädets ålder gör historien osannolik. Sticklingar från trädet, välsignade av påven Johannes Paulus II, har planterats över hela Polen. Eken skadades svårt i en anlagd brand 18 november 2014.

## Historia

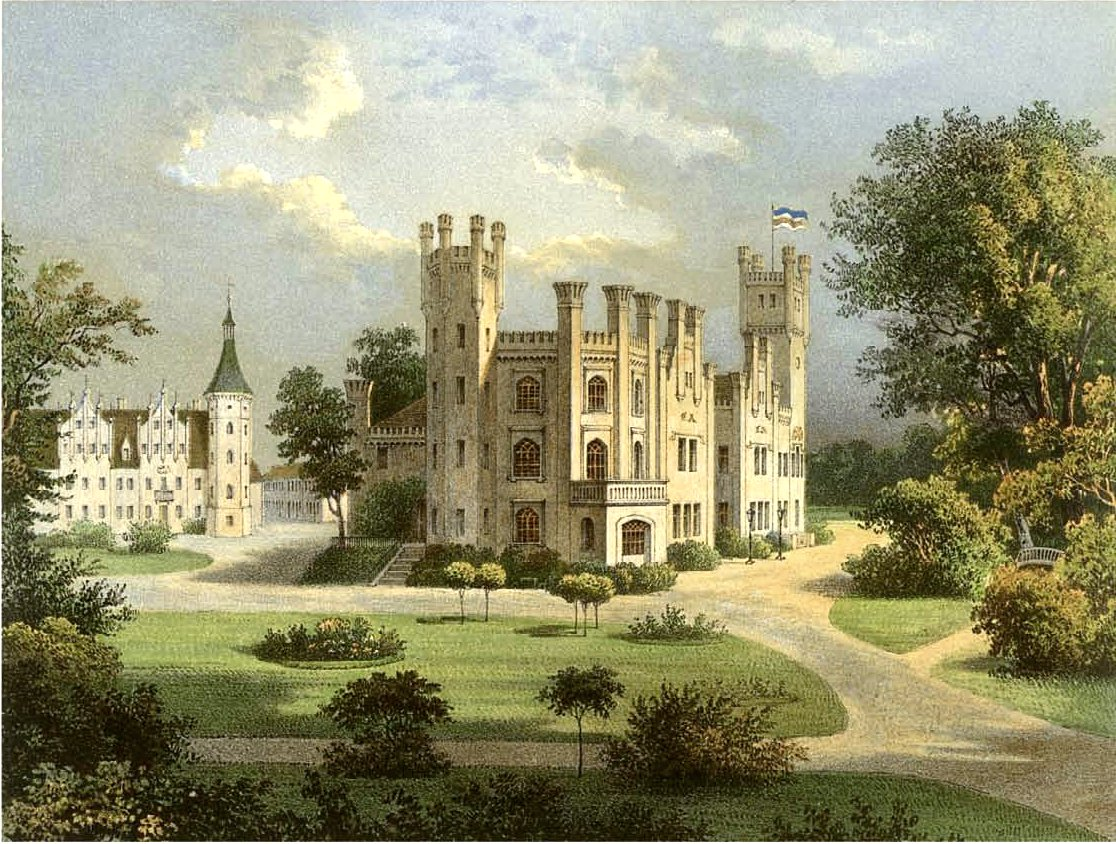
Slottet i Primkenau omkring år 1860.

Slottet i Primkenau, ombyggt 1895 i nygotik, brändes av ryska trupper vid krigsslutet 1945 och ruinen jämnades med marken på 1970-talet.

## Kända invånare
- Adolf Ernst (1832–1899), tysk-venezuelansk naturforskare.
- Auguste Viktoria av Schleswig-Holstein-Sonderburg-Augustenburg (1858–1921), kejsarinna av Tyskland och drottning av Preussen 1888-1918, växte upp på stadens slott.